# I Love
I Love es el quinto EP coreano del grupo femenino de Corea del Sur (G)I-dle. Fue lanzado el 17 de octubre de 2022 por Cube Entertainment y Kakao M, y contiene seis pistas, incluyendo su sencillo principal titulado «Nxde».

## Antecedentes y lanzamiento
El 14 de septiembre de 2022, (G)I-dle publicó a través de sus redes sociales oficiales un sorpresivo vídeo de diez minutos de duración donde solo se apreciaba un corazón latiendo, para luego, finalmente, explotar y revelando la frase «I Love» («Me encanta»).
Luego se reveló que el video era un adelanto del próximo regreso musical del grupo, al publicar luego una primera imagen promocional, conceptualizada como una revista de moda, para su quinto miniálbum que llevaría por título I Love, ha ser lanzado el 17 de octubre de 2022 a las 18:00 h. (KST). El anuncio del regreso se produjo poco después de que hicieran una parada en la ciudad filipina de Manila el 11 de septiembre como parte de su gira mundial Just Me ()I-DLE.

## Lista de canciones
| CD / Descarga digital |                      |                         |                                                           |                                           |          |  |
| N.º                   | Título               | Letras                  | Música                                                    | Arreglo                                   | Duración |  |
| 1.                    | «Nxde»               | Soyeon                  | Soyeon, Pop Time, Kako                                    | Pop Time, Kako, Soyeon                    | 2:58     |  |
| 2.                    | «LOVE»               | Soyeon                  | Soyeon, YummyTONE                                         | YummyTONE, Soyeon                         | 3:17     |  |
| 3.                    | «Change»             | Minnie, Soyeon          | Minnie, Breadbeat                                         | Breadbeat                                 | 3:24     |  |
| 4.                    | «Reset»              | Soyeon                  | Yuqi, BOYTOY (Blatinum), Disko (Blatinum), PLZ (Blatinum) | Yuqi, BOYTOY (Blatinum), Disko (Blatinum) | 3:02     |  |
| 5.                    | «조각품 (Sculpture)» | Soyeon, Minnie, Houdini | Minnie, Houdini                                           | Houdini, Raw                              | 3:06     |  |
| 6.                    | «DARK (X-file)»      | Soyeon                  | Yuqi, Siixk Jun                                           | Siixk Jun                                 | 2:45     |  |
| 18:32                 |                      |                         |                                                           |                                           |          |  |

## Reconocimientos

### Premios y nominaciones
| Año  | Evento              | Premio            | Resultado | Ref.  |
| ---- | ------------------- | ----------------- | --------- | ----- |
| 2023 | Golden Disk Awards  | Álbum bonsang     | Nominado  | [ 6 ] |
| 2023 | Korean Music Awards | Mejor álbum K-Pop | Nominado  | [ 7 ] |

## Historial de lanzamiento
| País          | Fecha                 | Formato                         | Discográfica               |
| ------------- | --------------------- | ------------------------------- | -------------------------- |
| Corea del Sur | 17 de octubre de 2022 | CD, descarga digital, streaming | Cube Entertainment Kakao M |